# Джованні Фабрічіако
Джованні Фабрічако (італ. Giovanni Fabriciaco) — magister militum, який керував Венецією в 742 році.

## Біографія
Походив з Гераклеї. Звався Іоанн Фабріак (лат. Ioannes Fabriacus). 742 року замінив на посаді військового магістра Йовіана Цепарія. Його урядування був особливо жорстоким і сильно неврівноваженим на користь земельної аристократії з Геракле. Намагався придушувати пролангобардську знать в місті Еквілій. У жорстокій битві на каналі Арко перебив багато вояків з останнього, що повстали. Але наприкінці року був повалений і ослілений повсталими з Метамавкуму, які поставили дожем Теодата Іпата. Можливо цьому сприяв також розгардіяш в Константинополі, де трон захопив Артабаст. Фабріака було вислано з дуката. Подальша доля невідома.